# Allosauridae
Ne doit pas être confondu avec Allosauroidea.
Famille
Les Allosauridae constituent une famille de dinosaures appartenant à la super-famille des Allosauroidea et font ainsi partie des théropodes. Le genre-type en est le bien connu Allosaurus, grand prédateur du Jurassique.

## Description et caractéristiques
Ils ont vécu en Amérique du Nord et en Europe à la fin du Jurassique (Kimméridgien à Tithonien). Leur représentant le mieux connu est Allosaurus. Ils ont coexisté avec des prédateurs tels que les Megalosauridae et les Ceratosauridae avec lesquels ils ont pu être en concurrence. Des traces de prédation indiquent qu'ils chassaient activement les Stegosauridae et les Sauropodes.

## Liste des genres
Selon BioLib (7 octobre 2021) :
- genre Allosaurus Marsh, 1877 †
- genre Epanterias (nomen dubium) Cope, 1876 †

Échelle des tailles de différents genres d'allosauridés.

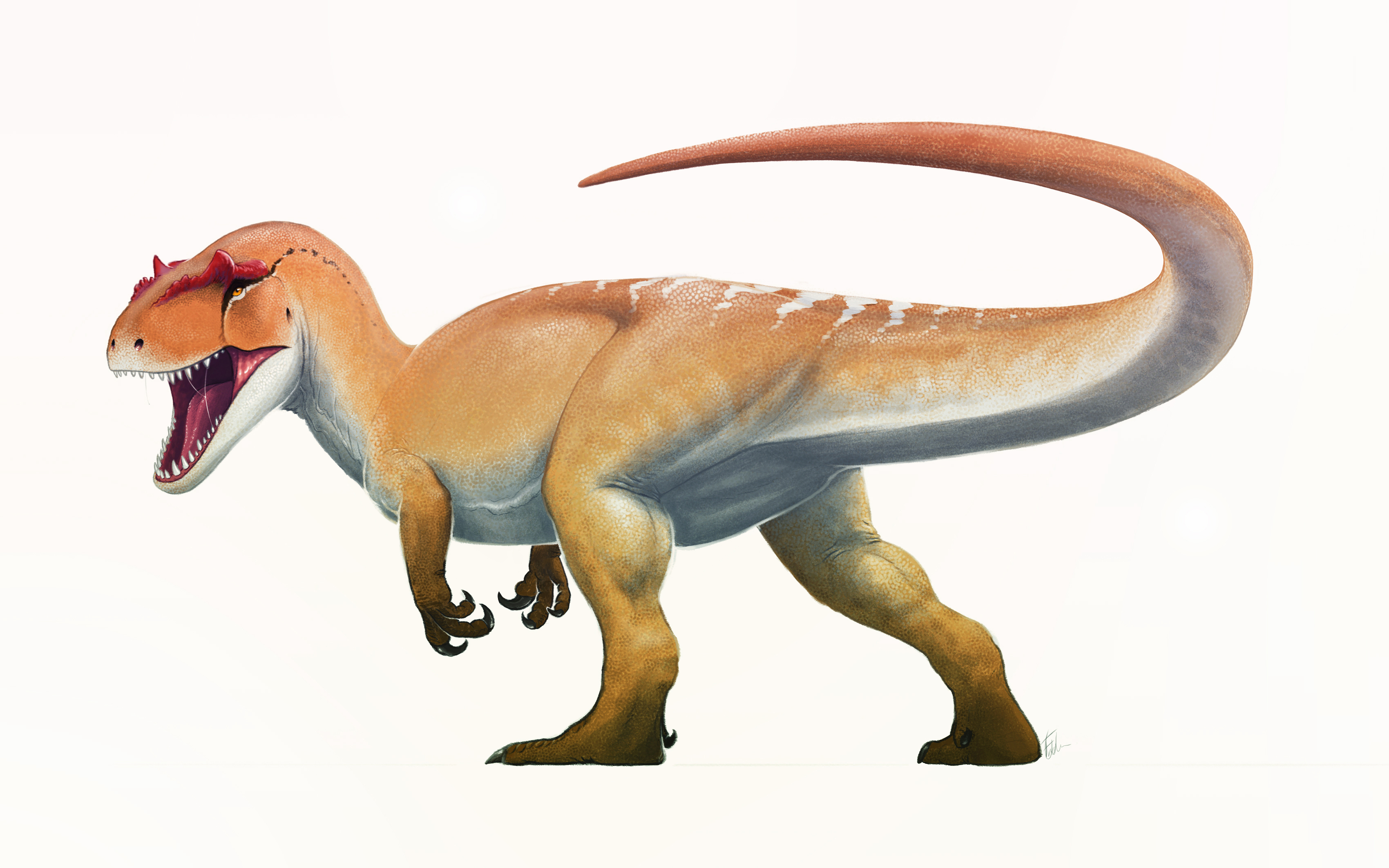
Allosaurus
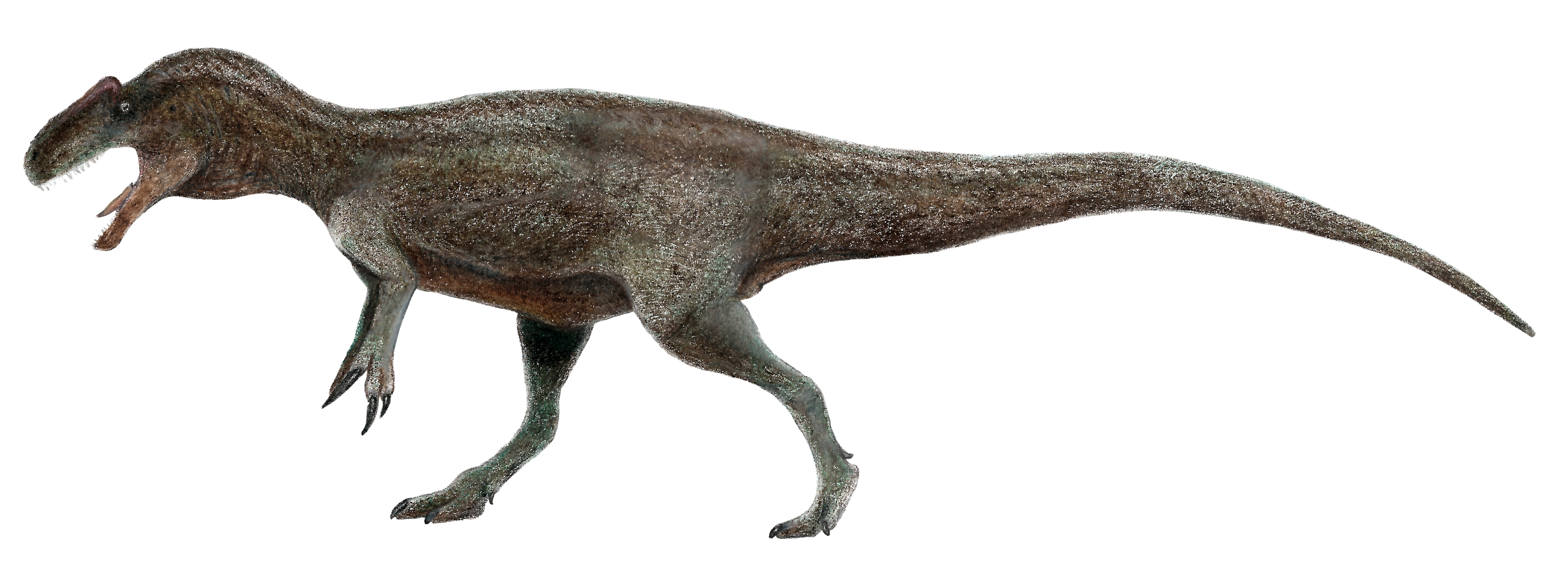
Epanterias
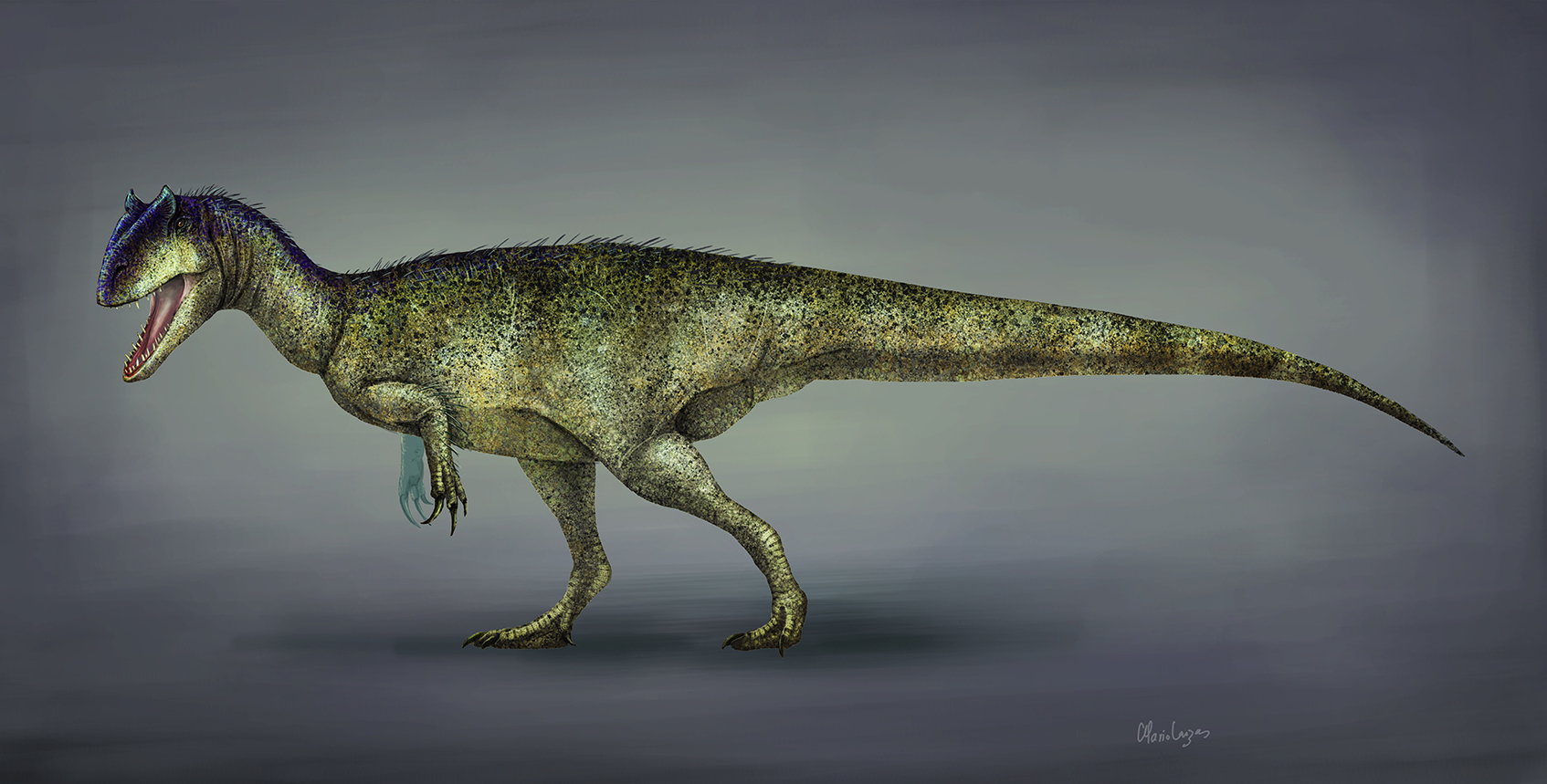
Saurophaganax

- genre Saurophaganax Chure, 1995 †

Selon PBDB (7 octobre 2021) :
- genre Allosaurus Marsh, 1877 †
- genre Saurophaganax Chure, 1995 †

- Allosaurus
- Epanterias
- Saurophaganax